# Mercedes Belzú de Dorado
Mercedes Belzu Gorriti (La Paz, Bolívia, 1835 - Arequipa, Perú; 1879) va ser una escriptora, poetessa i traductora boliviana.

## Biografia
Mercedes Belzú va néixer a la ciutat de La Paz l'any 1835. Era filla del general i president de Bolívia Manuel Isidoro Belzú i de la novel·lista argentina Juana Manuela Gorriti. Mercedes va viure els seus primers anys a la seva ciutat natal, tot i que després va acabar residint a Arequipa.
Va pertànyer a la primera generació de dones escriptores bolivianes, com Maria Josefa Mujía. Tot i que va destacar com a poeta, també va realitzar notables traduccions de Víctor Hugo, Lamartine i Shakespeare.
De la seva obra, Clorinda Matto de Turner en destaca per una banda la seva traducció dels Salms de David, i per l'altra el Canto al Misti, que va compondre després de contemplar aquest volcá.
En el seu honor, un col·legi de La Paz porta el seu nom.